# Kala
kala（から、10月26日 - ）は、日本の女性シンガーソングライター、作詞家、作曲家、編曲家。
主にアダルトゲーム関連の主題歌やイメージソング等で活躍している。ボーカルのみならず、数多くの楽曲で作詞、作曲、編曲もこなし、他アーティストへの楽曲提供も行っている。元Energyfieldのメンバーで、現在はAngel Note所属のボーカリストの1人。京都府出身。別名義にchiduko（ちづこ）がある。

## 来歴
幼少の頃から映画音楽やその主題歌などに興味を持ちはじめる。学生時代には演劇関係の活動をしており、脚本の作成経験を生かし作詞を始め、高校卒業後からシンセサイザーを使って作曲を始める。 
1990年代初頭、ライヴハウスでアルバイトをしながらChiduko名義で「Ya-m」というテクノユニットを結成する。音楽制作をする傍ら、複数のインディーズバンドでライブ活動を行う。
1998年、同じ京都府出身の音楽家である細井聡司とkala名義で音楽ユニット「Energyfield」を結成。アダルトゲームを中心にBGMや主題歌などの制作を始める。2002年4月、kalaの脱退によりEnergyfield解散。その後フリーランスとなり、ソロでの音楽制作を始める。
2004年、Angel Noteに参加。
2005年1月、Chiduko名義でオリジナルアルバム「永遠の記憶 〜Eternal Memory〜」を発売。

## 主な作品
細井聡司、Angel Noteもあわせて参照。

### Energyfield
- 降魔録（たまソフト）
- 白詰草話（リトルウィッチ）
- スマッシュコート プロトーナメント（ナムコ）
- リフレクティブハート（INFINITE-JUSTICE）
- 世界ノ全テ（たまソフト）
- デミウルゴスの娘（catwalk）
- AliceQuartet（MooNPhase）
- CRAVE×10（ちぇりーそふと）
- 世界ノ全テ-remind of you-（たまソフト）

### Angel Note
- LOST M（Overflow）「Sleep in my love」
- Horizont（アーテル）「Utopia」
- かけた月は戻らない（Clock Up）「壊れた月」
- おしえてRe：メイド（ユニゾンシフト）「Moving Love」
- 風間愛（Mink）「小夜鳴鳥に背を向けて」
- CHU CHU! アイドル!!（ユニゾンシフト）「Home」
- うつりぎ七恋天気あめ（キャラメルBOX）「spell」
- 星の王女 光のつばさ（美蕾）「Light of freedom」
- 星の王女 光のつばさ（美蕾）「CALLING」